# HX-65A
HX-65A was een geallieerd scheepskonvooi tijdens de Tweede Wereldoorlog. Het konvooi bestond uit een aantal, meestal Britse schepen. Konvooi HX-65A en HX-65 werden voor het eerst waargenomen op 20 augustus 1940 en aangevallen tussen 24 en 26 augustus door de U-48, U-57 en U-124 die op patrouille waren in de buurt van de Hebriden. Het was voor konvooi HX-65A hetzelfde aanvalsscenario zoals bij konvooi HX-65, maar HX-65A verloor wel 4 vrachtschepen en één werd er beschadigd. De drie U-boten brachten 5 schepen van de twee konvooien samen, tot zinken met een totaal van 37.284 ton, en één schip werd beschadigd.
De volgende dag vielen 12 Duitse vliegtuigen van de Luftwaffe, 4 He-115- en 8 Ju-88-bommenwerpers, de beide konvooien aan. Konvooi HX-65A was een onderdeel van HX-65. Zij brachten nog eens 2 schepen tot zinken met een totaal van 16.472 ton aan scheepsruimte. De drie onderzeeërs vielen de beide konvooien aan die van Halifax – New York naar Groot-Brittannië voeren over de Noord-Atlantische Oceaan.

## Getroffen schepen van konvooi HX-65A
- 25 augustus 1940: U-124 – Georg-Wilhelm Schulz - Fircrest - 5.394 ton – Groot-Brittannië
- 25 augustus 1940: U-124 - Georg-Wilhelm Schulz - Harpalyce - 5.169 ton - Groot-Brittannië
- 25 augustus 1940: U-124 - Georg-Wilhelm Schulz - Stakesby (b.) - 3.900 ton - Groot-Brittannië
- 25 augustus 1940: U-48 - Hans Rudolf Rösing - Athelcrest - 6.825 ton - Groot-Brittannië
- 25 augustus 1940: U-48 - Hans Rudolf Rösing - Empire Merlin - 5.763 ton - Groot-Brittannië

(b.) = schip beschadigd bij deze aanval
- 4 schepen tot zinken gebracht voor een totaal van 23.151 ton
- 1 schip beschadigd van een totaal van 3.900 ton